# Nikola Kleut
Nikola Kleut (Medak kod Gospića, 20. veljače 1908. – Beograd, 28. ožujka 1946.), srbijanski atletičar. Natjecao se za Kraljevinu Jugoslaviju.
Natjecao se na Olimpijskim igrama 1936. u bacanju diska. Nastupio je u prednatjecanju.
Njegovo ime je nosio trofej Atletskog savez Srbije koji se dodjeljivao najboljem bacaču diska.
Bio je član Jugoslavije i Željezničara iz Beograda.